# Zsolt Balázs
Zsolt Balázs (Zalaegerszeg, 11 agosto 1988) è un calciatore ungherese, attaccante del Stegersbach.

## Caratteristiche tecniche
Punta centrale di notevole duttilità può essere impiegato anche come ala sinistra.

## Carriera

### Club
Cresce calcisticamente con lo Zalaegerszeg squadra della sua città natale, esordisce all'età di diciannove anni nel massimo campionato sul finire della stagione 2006-07 segnando i suoi primi gol da professionista all'ultima giornata facendo una doppietta al Tatabanya. Dopo due stagioni giocate tra prima e seconda squadra diventa un leader dell'attacco restando nella squadra bianco blu per sei stagioni. Nell'estate del 2012 firma per il Kecskemét restando sempre nella massima serie. Dopo due stagioni e mezza giocate seppur non tutte da titolare ma comunque a buoni livelli con 52 presenze e 9 reti il 5 febbraio 2015 si accasa al Paks.

### Nazionale
Nel 2008 viene convocato con l'Under-20 dove è sceso in campo in un'occasione, mentre dal 2009 al 2010 ha fatto parte della Nazionale Under-21 giocando 4 incontri senza mai segnare. 

## Statistiche

### Presenze e reti nei club
Statistiche aggiornate al 23 settembre 2020.
| Stagione               | Squadra                | Campionato             | Campionato | Campionato | Coppe nazionali | Coppe nazionali | Coppe nazionali | Coppe continentali | Coppe continentali | Coppe continentali | Altre coppe | Altre coppe | Altre coppe | Totale | Totale |
| Stagione               | Squadra                | Comp                   | Pres       | Reti       | Comp            | Pres            | Reti            | Comp               | Pres               | Reti               | Comp        | Pres        | Reti        | Pres   | Reti   |
| ---------------------- | ---------------------- | ---------------------- | ---------- | ---------- | --------------- | --------------- | --------------- | ------------------ | ------------------ | ------------------ | ----------- | ----------- | ----------- | ------ | ------ |
| 2006-2007              | Zalaegerszeg           | NBI                    | 3          | 2          | MK              | -               | -               | -                  | -                  | -                  | -           | -           | -           | 3      | 2      |
| 2007-2008              | Zalaegerszeg           | NBI                    | 18         | 1          | MK+MLK          | 1+14            | 0+5             | Int.               | 2                  | 0                  | -           | -           | -           | 35     | 6      |
| 2008-2009              | Zalaegerszeg II        | NBII                   | 9          | 6          | MK              | -               | -               | -                  | -                  | -                  | -           | -           | -           | 9      | 6      |
| 2009-2010              | Zalaegerszeg II        | NBII                   | 13         | 3          | MK              | 0               | 0               | -                  | -                  | -                  | -           | -           | -           | 13     | 3      |
| Totale Zalaegerszeg II | Totale Zalaegerszeg II | Totale Zalaegerszeg II | 22         | 9          |                 | 0               | 0               |                    | -                  | -                  |             | -           | -           | 22     | 9      |
| 2008-2009              | Zalaegerszeg           | NBI                    | 23         | 6          | MK+MLK          | 1+6             | 0+1             | -                  | -                  | -                  | -           | -           | -           | 30     | 7      |
| 2009-2010              | Zalaegerszeg           | NBI                    | 25         | 6          | MK+MLK          | 8+4             | 1+1             | -                  | -                  | -                  | -           | -           | -           | 37     | 8      |
| 2010-2011              | Zalaegerszeg           | NBI                    | 23         | 8          | MK+MLK          | 7+4             | 1+0             | UEL                | 1                  | 0                  | -           | -           | -           | 35     | 9      |
| 2011-2012              | Zalaegerszeg           | NBI                    | 22         | 2          | MK+MLK          | 1+2             | 0+0             | -                  | -                  | -                  | -           | -           | -           | 25     | 2      |
| 2012-2013              | Kecskemét              | NBI                    | 13         | 3          | MK+MLK          | 1+5             | 0+1             | -                  | -                  | -                  | -           | -           | -           | 19     | 4      |
| 2013-2014              | Kecskemét              | NBI                    | 23         | 3          | MK+MLK          | 2+5             | 0+5             | -                  | -                  | -                  | -           | -           | -           | 30     | 8      |
| 2014-feb. 2015         | Kecskemét              | NBI                    | 16         | 3          | MK+MLK          | 3+3             | 3+0             | -                  | -                  | -                  | -           | -           | -           | 22     | 6      |
| Totale Kecskemét       | Totale Kecskemét       | Totale Kecskemét       | 52         | 9          |                 | 19              | 9               |                    | -                  | -                  |             | -           | -           | 71     | 18     |
| feb.-giu. 2015         | Paks                   | NBI                    | 13         | 2          | MK+MLK          | -               | -               | -                  | -                  | -                  | -           | -           | -           | 13     | 2      |
| 2015-2016              | Paks                   | NBI                    | 31         | 4          | MK              | 1               | 1               | -                  | -                  | -                  | -           | -           | -           | 32     | 5      |
| lug.-ago. 2016         | Paks                   | NBI                    | 1          | 0          | MK              | -               | -               | -                  | -                  | -                  | -           | -           | -           | 1      | 0      |
| Totale Paks            | Totale Paks            | Totale Paks            | 45         | 6          |                 | 1               | 1               |                    | -                  | -                  |             | -           | -           | 46     | 7      |
| ago. 2016              | Paks II                | NBIII                  | 1          | 0          | -               | -               | -               | -                  | -                  | -                  | -           | -           | -           | 1      | 0      |
| ago. 2016-2017         | Honvéd                 | NBI                    | 9          | 0          | MK              | 3               | 1               |                    | -                  | -                  | -           | -           | -           | 12     | 1      |
| 2017-feb. 2018         | Zalaegerszeg           | NBII                   | 16         | 2          | MK              | 1               | 3               | -                  | -                  | -                  | -           | -           | -           | 17     | 5      |
| feb.-giu. 2018         | Siófok                 | NBII                   | 12         | 0          | MK              | 2               | 0               | -                  | -                  | -                  | -           | -           | -           | 14     | 0      |
| 2018-feb. 2019         | Zalaegerszeg           | NBII                   | 15         | 4          | MK              | 1               | 0               | -                  | -                  | -                  | -           | -           | -           | 16     | 4      |
| Totale Zalaegerszeg    | Totale Zalaegerszeg    | Totale Zalaegerszeg    | 145        | 31         |                 | 50              | 12              |                    | 3                  | 0                  |             | -           | -           | 198    | 43     |
| feb.-giu. 2019         | Nafta                  | 2. SNL                 | 5          | 0          | CS              | -               | -               | -                  | -                  | -                  | -           | -           | -           | 5      | 0      |
| 2019-2020              | Kaposvár               | NBI                    | 22         | 2          | MK              | 3               | 1               | -                  | -                  | -                  | -           | -           | -           | 25     | 3      |
| 2020-2021              | Kaposvár               | NBII                   | 9          | 5          | MK              | 0               | 0               | -                  | -                  | -                  | -           | -           | -           | 9      | 5      |
| Totale Kaposvár        | Totale Kaposvár        | Totale Kaposvár        | 31         | 7          |                 | 3               | 1               |                    | -                  | -                  |             | -           | -           | 34     | 8      |
| Totale carriera        | Totale carriera        | Totale carriera        | 322        | 62         |                 | 78              | 24              |                    | 3                  | 0                  |             | -           | -           | 403    | 86     |

## Palmarès

### Club

#### Competizioni nazionali
- Campionato ungherese: 1

Honvéd: 2016-2017